# Total Abandon: Australia '99
Total Abandon: Australia '99 es un álbum doble en directo de Deep Purple, lanzado en 1999.
El concierto fue grabado en el Melbourne Park, un complejo deportivo multiuso de dicha ciudad australiana, el 20 de abril de 1999, durante el Abandon World Tour.
El álbum consta de dos CD de audio, en principio fue editado sólo en Australia, en 1999, estando disponible más tarde en Europa.
La edición limitada australiana de 2001 incluía los dos CD más un CD ROM de material multimedia, con una entrevista a Ian Gillan y galería de fotos.
El video del concierto se comercializó primero en VHS, y más tarde en DVD, la edición en DVD incluye el documental "A Band Downunder" de 1999 (clips de la TV australiana y material diverso).
En los EE. UU. "Total Abandon" fue lanzado en 2012, en edición abreviada de un solo disco, la cual también apareció en Europa.
En 2012 fue publicado como doble long play azul de 180 gramos en Europa, en edición limitada, por Thompson Music/Back on Black.

## Lista de canciones
- Autor: Blackmore, Gillan, Glover, Lord & Paice, salvo los indicados.

CD 1
1. "Ted the Mechanic" (Gillan, Morse, Glover, Lord, Paice)
2. "Strange Kind of Woman"
3. "Bloodsucker"
4. "Pictures of Home"
5. "Almost Human" (Gillan, Morse, Glover, Lord, Paice)
6. "Woman from Tokyo"
7. "Watching the Sky" (Gillan, Morse, Glover, Lord, Paice)
8. "Fireball"
9. "Sometimes I Feel Like Screaming" (Gillan, Morse, Glover, Lord, Paice)

CD 2
1. "Smoke on the Water"
2. "Lazy"
3. "Perfect Strangers" (Gillan, Blackmore, Glover)
4. "Speed King"
5. "Black Night"
6. "Highway Star"

## Personal
- Ian Gillan - voz
- Steve Morse - guitarra
- Roger Glover - bajo
- Ian Paice - batería
- Jon Lord - teclados